# بريجيت كويبرس
بريجيت كويبرس (بالإنجليزية: Brigitte Cuypers)‏ مواليد 3 ديسمبر 1955 في كيب تاون، هي لاعبة كرة مضرب جنوب أفريقية سابقة وكانت تلعب باليد اليمنى.

## النهائيات

### الفردي (الألقاب 3، الوصافة 5)
| الحصيلة | الرقم | التاريخ        | الدورة                           | الأرضية | المنافس        | النتيجة       |
| ------- | ----- | -------------- | -------------------------------- | ------- | -------------- | ------------- |
| الوصافة | 1.    | 9 يونيو 1973   | دورة سييشستر                     | عشبية   | ديان فرومهولتز | 1–6، 0–6      |
| الوصافة | 2.    | 25 نوفمبر 1975 | جنوب افريقيا المفتوحة، جوهانسبرغ | صلبة    | أنيت فان زيل   | 3–6، 6–3، 4–6 |
| الوصافة | 3.    | 15 أغسطس 1976  | إنديانابوليس                     | صلبة    | كاثي مايو      | 4–6، 6–4، 2–6 |
| الفوز   | 4.    | 30 نوفمبر 1976 | جنوب افريقيا المفتوحة، جوهانسبرغ | صلبة    | لورا دوبون     | 6–7، 6–4، 6–1 |
| الوصافة | 5.    | 6 ديسمبر 1977  | جنوب افريقيا المفتوحة، جوهانسبرغ | صلبة    | لينكي بوشوف    | 1–6، 4–6      |
| الفوز   | 6.    | 4 ديسمبر 1978  | جنوب افريقيا المفتوحة، جوهانسبرغ | صلبة    | ليندا سيغل     | 6–1، 6–0      |
| الوصافة | 7.    | 19 أغسطس 1979  | كندا المفتوحة، تورونتو           | صلبة    | لورا دوبون     | 4–6، 7–6، 1–6 |
| الفوز   | 8.    | 3 ديسمبر 1979  | جنوب أفريقيا المفتوحة، جوهانسبرغ | صلبة    | تانيا هارفورد  | 7–6، 6–2      |

### الزوجي (الألقاب 3)
| الحصيلة | الرقم | التاريخ       | الدورة                       | الأرضية | الشريك       | المنافس                       | النتيجة       |
| ------- | ----- | ------------- | ---------------------------- | ------- | ------------ | ----------------------------- | ------------- |
| الفوز   | 1.    | 8 فبراير 1976 | فرجينيا، ريتشفيلد            | سجاد    | مونا جرانت   | جلينيس كولز فلورنتا ميهاي     | 6–4، 7–6      |
| الفوز   | 2.    | 12 يونيو 1976 | بطولة كينت، باكنجهام         | عشبية   | أنيت فان زيل | ناتاشا سيميرفا أولغا موروزوفا | 9–7، 6–4      |
| الفوز   | 3.    | 22 مايو 1977  | إيطاليا المفتوحة للتنس، روما | ترابية  | ماريز كروغر  | باني برانينج شارون والش       | 3–6، 7–5، 6–2 |

## روابط خارجية
- بريجيت كويبرس على موقع رابطة محترفات التنس (الإنجليزية)
- بريجيت كويبرس على موقع الاتحاد الدولي لكرة المضرب (الإنجليزية)
- بريجيت كويبرس على موقع كأس بيلي جين كينغ (الإنجليزية)
- بريجيت كويبرس على موقع خلاصة التنس.كوم (الإنجليزية)